# Seznam dirkačev v motociklizmu (D)
- Dickie Dale
- Michele Danese
- Harold Daniell
- Chaz Davies
- Alex de Angelis
- Randy de Puniet
- Didier de Radiguès
- Raffaele de Rosa
- Jan de Vries
- Alex Debón
- Ernst Degner
- Mike di Meglio
- Michael Doohan
- William Doran
- Stefan Dörflinger
- Andrea Dovizioso
- Geoff Duke